# Marcos Bronenberg
Marcos Bronenber (Buenos Aires, Argentina; 1900 - Ibídem; 30 de octubre de 1981) fue un famoso autor, director, guionista, periodista y productor argentino de extensa trayectoria.

## Carrera
Bronenberg fue un ilustre comediógrafo de gran popularidad en el género teatral, ya que durante muchos años fue colaborador y coautor de decenas de obras del viejo género revisteril junto al brasilero Antonio Botta.
Dirigió junto a Botta la Compañía Argentina de Grandes Revistas, que estuvo integrada por famosos de la talla de Marcos Caplán, Carlos Castro (Castrito), Adolfo Stray, Dringue Farías, Thelma Carló y Tato Bores.
En radio trabajó en el teatro Grand Splendid en la obra teatral La tía de Carlos (1952), de Brandon Thomas, junto con María Armand, Diana Ingro, Noemí Laserre, Miguel Ligero, Alfonso Pisano, Oscar Sabino y Humberto de la Rosa.
Para cine trabajó en los guiones de las películas Puente Alsina de 1935, con dirección de José Agustín Ferreyra, con protagónico de José Gola; y La Venus maldita de 1966, dirigida por  Adolfo García Videla y protagonizada por Libertad Leblanc.
Falleció el 30 de octubre de 1981 por causas naturales. Sus restos descansan en el Panteón de SADAIC del Cementerio de la Chacarita.

## Filmografía
- 1935: Puente Alsina
- 1966: La Venus maldita

## Televisión
- El dancing flotante
- Las siete maravillas porteñas.
- Al marido hay que pegarle.
- Buenos Aires deportivo.
- 1973: El mundo del espectáculo.
- 1981: Teatro de humor.[4]

## Teatro
- 1934: Quisiera que tu me odiaras.
- 1936: No hay suegra como la mía.
- 1943: Pucha que son lindas las noches oscuras.
- 1942:  El Vivo vive del Zonzo.
- 1943: Volvieron las oscuras golondrinas.
- 1944: Platuda y de abolengo, presentada en el Teatro Apolo con Carlos Betoldi, Elda Dessel, Malvina Pastorino, Tomás Simari, María Turgenova, Carlos Ugarte, Antonia Volpe y Roberto Crohare.[5]
- 1946: La Historia del sainete.
- 1946: ¡Que frío andar sin saco! .
- 1949: No hay suegra como la mia.
- 1949: Sarao en Villa Devoto.
- 1949: La vitamina de la alegría.
- 1949: La vida hay que vivirla.
- 1949: La historia según la cuentan.
- 1949: Otra cosa son rumores.
- 1950: ¡Qué de cosas se ven en el Maipo! (¡Que de cosas hay que ver!).
- 1950: Canciones y ritmos del mundo.
- 1951: Llegó la hora de mambo.
- 1951: El paraíso del hombre. Carrillón de Buenos Aires.
- 1951: No hay país como el nuestro. Historia cómica del medio siglo.
- 1952: Valentía de pecar.
- 1952: El Maipo es así.
- 1952: Gran diario porteño.
- 1952: En el Maipo hay filmación.
- 1952: Triple corona en el Maipo.
- 1954: América ríe y canta.
- 1954: ¡Gran batucada carnavalera!.
- 1954: No hay suegra como la mía
- 1954: Gran festival porteño.
- 1954: Esos churros son caseros.
- 1955: ¡Esto sí que es una bomba!.
- 1956: Gran batifondo revisteril.
- 1956: Ni militar, ni marido... el presidente argentino.
- 1956: Piernas provocantes.
- 1956: Disloquibambia
- 1956: Le cayó un hijo a la viuda.
- 1956: Los pecados más lindos del mundo.